# Florence Balgarnie
Florence Balgarnie (19 de agosto de 1856-25 de marzo de 1928) fue una sufragista inglesa, oradora, activista pacifista, feminista y por la templanza. Caracterizada como una liberal incondicional e influenciada por Lydia Becker, apoyó el sufragio femenino desde los diecisiete años.

## Biografía
Florence Balgarnie nació en Scarborough, North Riding of Yorkshire, Inglaterra, el 19 de agosto de 1856. Sus padres fueron el reverendo Robert Balgarnie (1826-1899), un conocido ministro inconformistade la Iglesia Congregacional South Cliff, y su esposa, Martha Rooke. La familia incluía dos hermanas menores.

## Carrera
Fue elegida para la Junta Escolar de Scarborough en 1883.Fue allí donde desarrolló sus habilidades como oradora. En su ciudad natal, despertó grandes expectativas por su futura carrera. Desde su llegada a Londres, en 1884,o 1886, la temperancia era el tema que más le interesaba y sobre el que hablaba con mayor frecuencia. Fue alrededor de 1884 que, con cierto temor, Balgarnie comenzó a hablar en público, pero se convirtió en una fuente de placer. Una reunión de gran temperancia en Derby, Inglaterra, durante una elección general, la encontró dirigiéndose a varios miles de personas al aire libre. Para ella "una hora llena de vida gloriosa"; y era característico de su poder de réplica que un disidente en la multitud que intentaba interrumpir el discurso de Balgarnie se convirtiera a su punto de vista.
Para 1889, era la secretaria de la Sociedad Nacional Central para el Sufragio de las Mujeres, pero esta posición fue abandonada por una aún más agradable, la de secretaria organizadora, bajo Lady Henry Somerset, de la Asociación Británica de Temperancia de las Mujeres. Posteriormente, hizo tiempo para hablar y escribir en nombre de la temperancia y otras causas. Fue la autora de A plea for the appointment of police matrons at police stations (1894).
En 1902, en Washington D. C., representó a la Unión Nacional de Sociedades de Sufragio Femenino en la Primera Conferencia de la Alianza Internacional de Sufragio de Mujeres . También estaba afiliada a la Asociación Internacional de Arbitraje y Paz, la Liga Británica contra el Linchamiento, y la Sociedad para Promover el Retorno de las Mujeres como Consejeras de Condado, Asociación de Derechos Personales, Unión de Reforma Moral, y Club de Hombres y Mujeres. Fue cofundadora del comité ejecutivo de la Federación Popular de Sufragio.
Murió en Florencia, Italia, el 25 de marzo de 1928, y fue enterrada en el Cimitero degli Allori, en Florencia.

### Citas
1. 1 2 3 4  «Florence Balgarnie». Women In Peace. Consultado el 10 de enero de 2019.
2. 1 2  «Balgarnie, Florence (1856–1928), feminist and temperance campaigner» (en inglés). Oxford Dictionary of National Biography. doi:10.1093/ref:odnb/9780198614128.001.0001/odnb-9780198614128-e-55095. Consultado el 10 de enero de 2019.
3. ↑  Crawford, 2003, p. 30-31.
4. 1 2 3  Cassell limited, 1896, p. 182.
5. 1 2  Crawford, 2013, p. 56.
6. 1 2  Crawford, 2003, p. 31.
7. ↑  Balgarnie, 1894, p. 1.
8. ↑  Crawford, 2003, pp. 31-32.
9. ↑  Crawford, 2003, p. 32.

### Atribución
- Balgarnie, Florence (1894). A Plea for the Appointment of Police Matrons (Public domain edición). White Ribbon Company for the National British Women's Temperance Association.
- Cassell limited (1896). The Quiver (Public domain edición). Cassell limited.